# Gdakowo (przystanek kolejowy)
Gdakowo – przystanek kolejowy w Gdakowie, w województwie pomorskim, w Polsce. Dawniej była to stacja kolejowa.

## Galeria

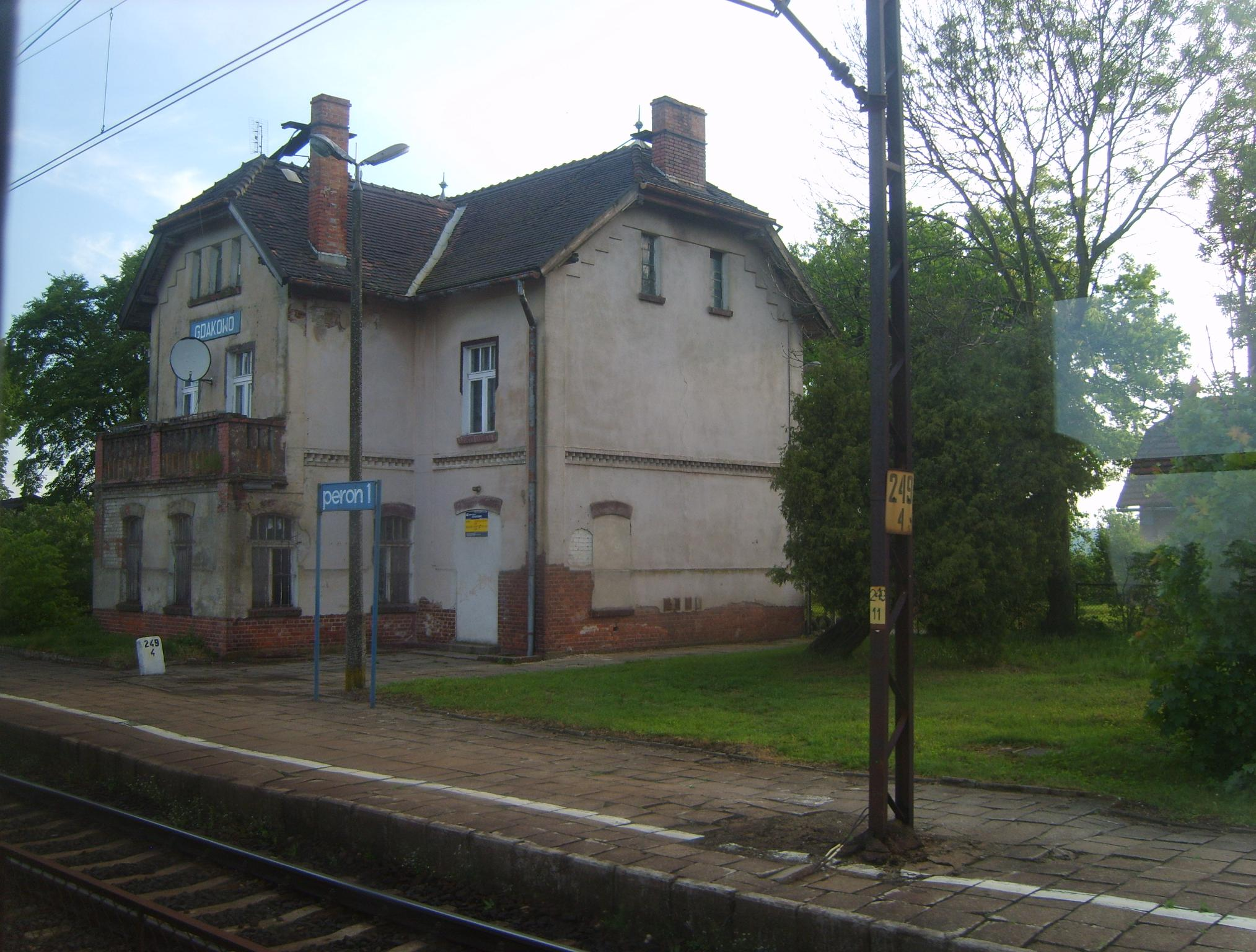
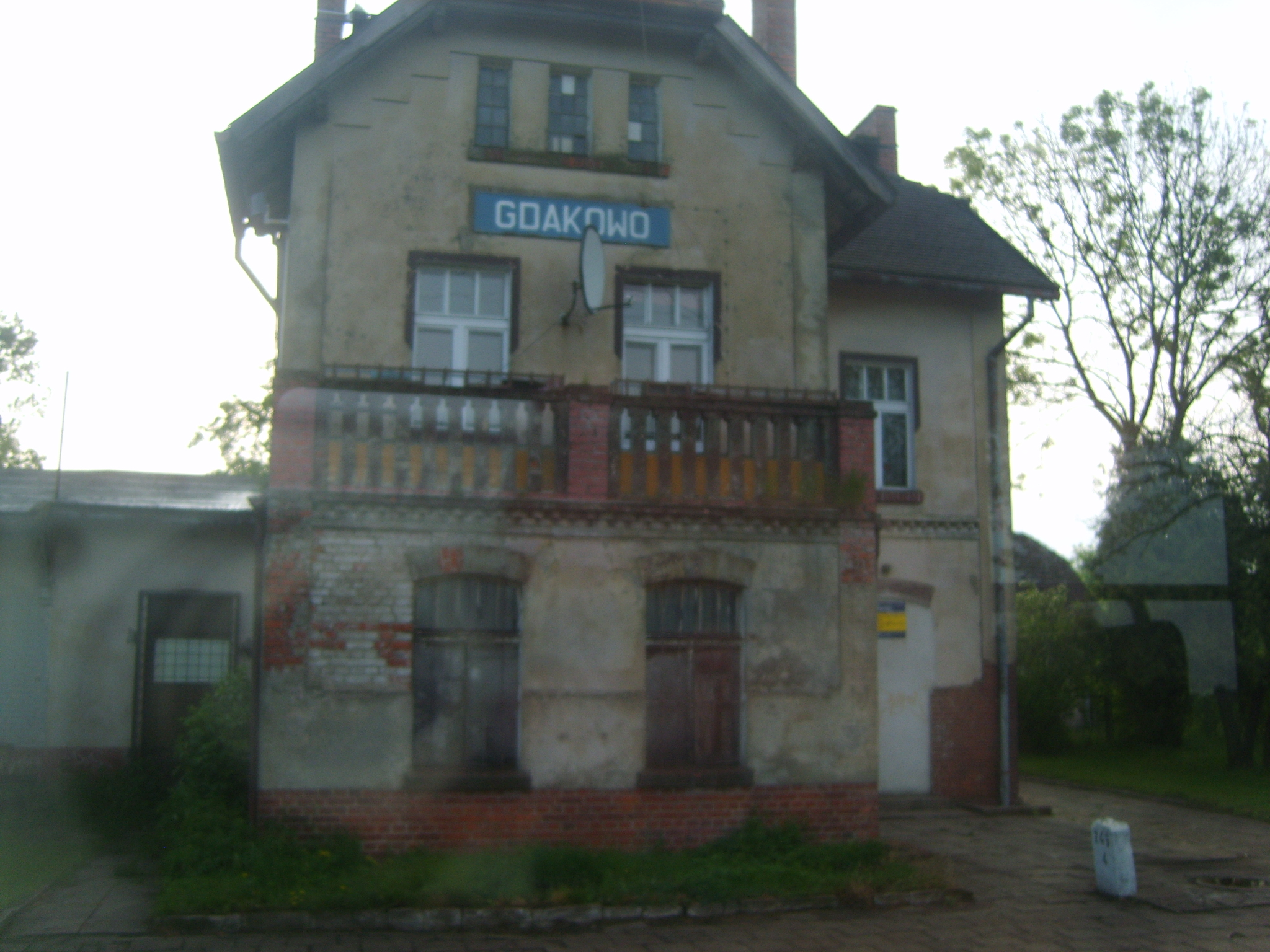
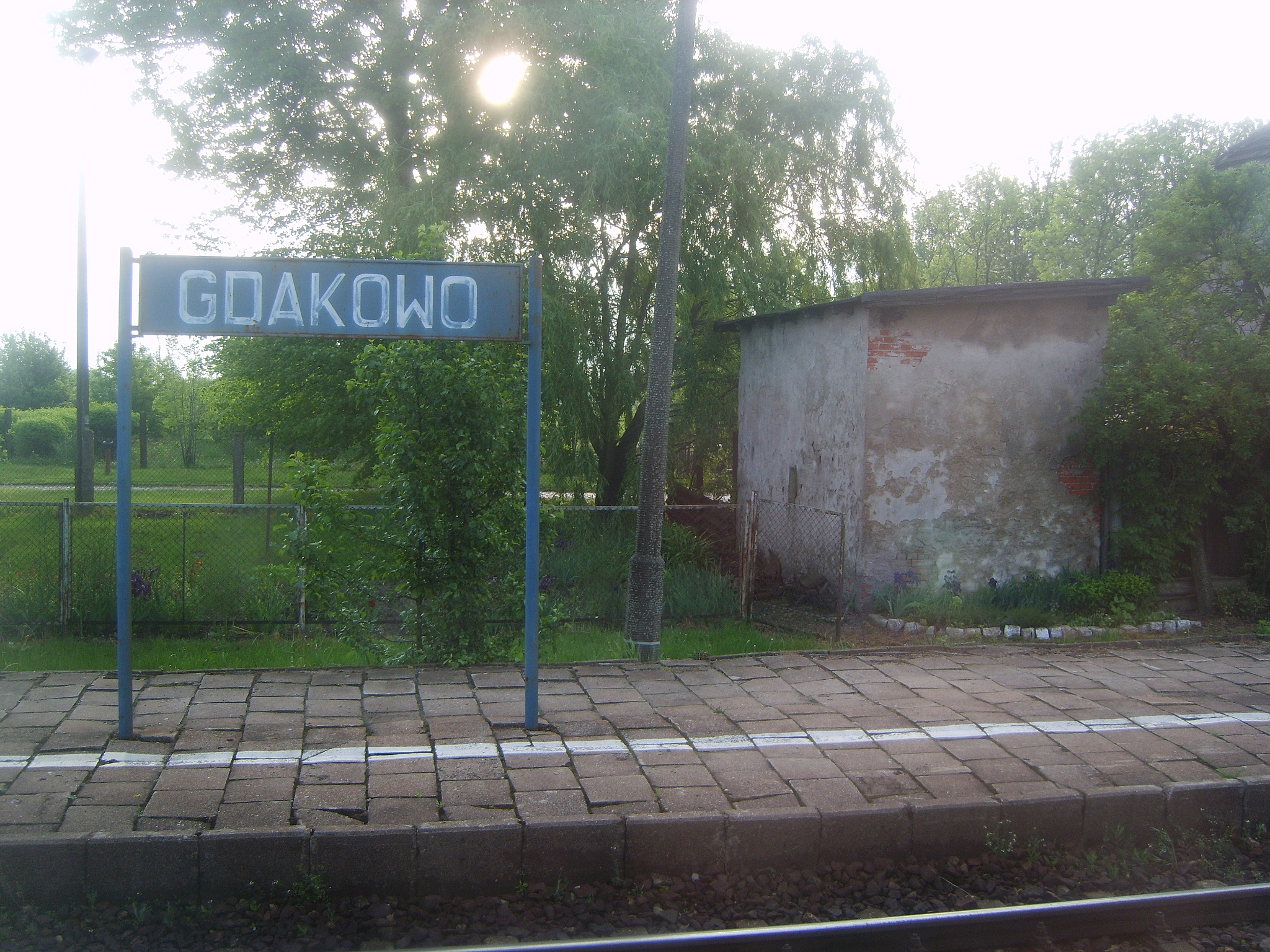
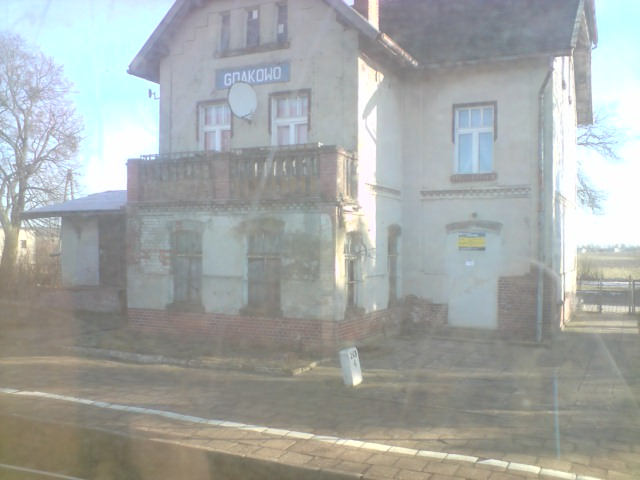

## Ruch pasażerski[1]
| Rok  | Wymiana pasażerska na dobę |
| ---- | -------------------------- |
| 2017 | 20-49                      |
| 2018 | 10-19                      |
| 2019 | 10-19                      |
| 2020 | 0-9                        |
| 2021 | 0-9                        |
| 2022 | 10-19                      |
| 2023 | 0-9                        |

## Połączenia
- Malbork
- Iława